# Betton-Bettonet
Betton-Bettonet ist eine französische Gemeinde mit 304 Einwohnern (Stand: 1. Januar 2022) innerhalb des Arrondissements Chambéry im Département Savoie in der Region Auvergne-Rhône-Alpes. Die Gemeinde gehört zum Kanton Saint-Pierre-d’Albigny (bis 2015: Kanton Chamoux-sur-Gelon). Die Einwohner werden Bettonards genannt.

## Geographie
Betton-Bettonet liegt etwa 21 Kilometer ostsüdöstlich von Chambéry. Umgeben wird Betton-Bettonet von den Nachbargemeinden Châteauneuf im Norden und Nordosten, Chamoux-sur-Gelon im Osten, Villard-Léger im Süden, La Trinité im Südwesten sowie Hauteville im Westen.

## Bevölkerungsentwicklung
| Jahr                       | 1962 | 1968 | 1975 | 1982 | 1990 | 1999 | 2006 | 2013 |
| -------------------------- | ---- | ---- | ---- | ---- | ---- | ---- | ---- | ---- |
| Einwohner                  | 182  | 167  | 129  | 124  | 157  | 203  | 261  | 310  |
| Quellen: Cassini und INSEE |      |      |      |      |      |      |      |      |

## Sehenswürdigkeiten
- Zisterzienserinnenkloster Le Betton, 1133 gegründet, 1791 aufgelöst, teilweise nur noch als Ruine erhalten
- Kirche Saint-Clair

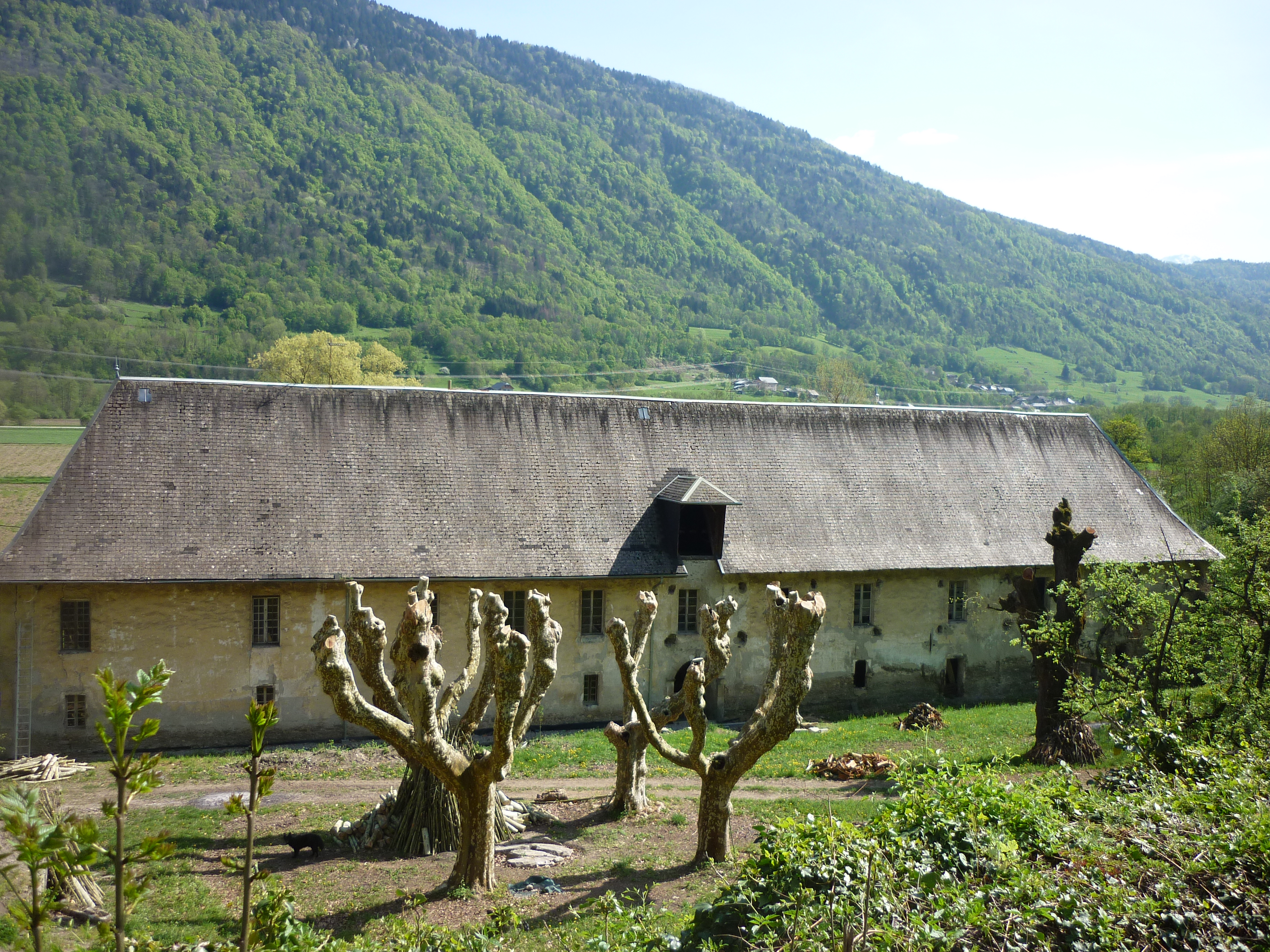
Kloster Betton
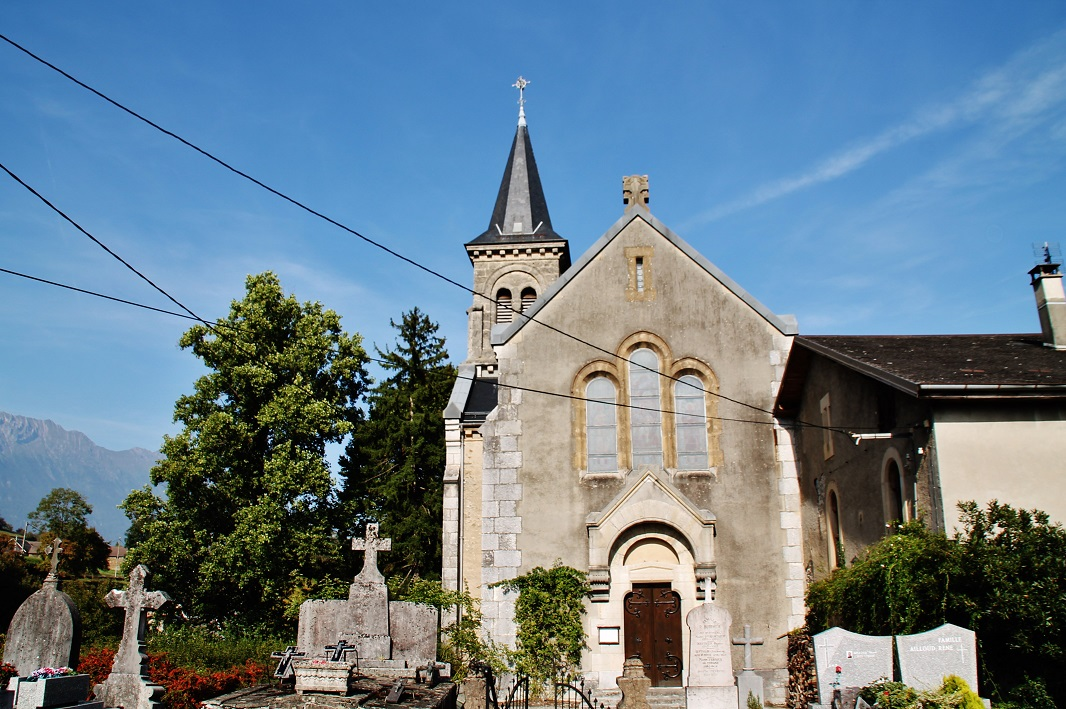
Kirche Saint-Clair